# Клемм, Вильгельм Карлович
Вильгельм (Василий) Карлович Клемм (нем. Wilhelm Eduard Klemm;1815—1891) — генерал-лейтенант русской императорской армии, военный топограф и художник.

## Биография
Родился 25 марта (6 апреля) 1815 года. Отец, Карл Евстафьевич фон Клемм (?—1825); в первом браке с Вильгеминой Sternhoff у него родились в Митаве сыновья Адольф (1805—15.03.1885) и Александр (11.11.1806—09.10.1867), во втором браке с Вильгеминой Braun родились Вильгельм и Оскар (1822—1891).
Образование получил в Инженерном училище. В военную службу вступил 13 января 1835 года в полевые инженеры. В 1840 году женился на дочери Г. П. Бонгарда, Аделии (1821—1866). 
26 октября 1861 года произведён в подполковники, 4 апреля 1865 года — в полковники и 28 марта 1871 года получил чин генерал-майора (со старшинством от 30 августа 1875 года). Был начальником чертёжной мастерской Главного инженерного управления.
После смерти первой супруги, женился вторично, на Наталье Алексеевне фон Эйхольц (1843—?); у них родились дочери: Ольга, в замужестве Михельсон (1873—1945) и Евгения (1878—?).
Во время русско-турецкой войны 1877—1878 годов состоял при Главнокомандующем великом князе Николае Николаевиче Старшем и занимался топографическими съёмками в Болгарии, неоднократно совершал выезды на важнейшие участки театра военных действий для составления карт и кроки.
В. К. Клемм прославился как талантливый художник-рисовальщик. В конце 1870-х — середине 1880-х годов его рисунки с Балкан имели значительное число публикаций в русской периодике того времени. Во время путешествия великого князя по Сирии, Палестине и Египту сопровождал его и создал значительную коллекцию рисунков ближневосточной тематики, которая хранится в Государственном Русском музее.
В 1887 году Клемм вышел в отставку c производством в генерал-лейтенанты и скончался 21 ноября (3 декабря) 1891 года в Санкт-Петербурге, похоронен на Смоленском евангелическом кладбище.
Среди прочих наград Клемм имел ордена:
российские
- Орден Святого Станислава 2-й степени с императорской короной (1867)
- Орден Святого Владимира 4-й степени (1869)
- Орден Святого Владимира 3-й степени (1873)
- Орден Святого Станислава 1-й степени (1878)
- Орден Святой Анны 1-й степени (1883)

иностранные
- бразильский знак ордена Розы (1865)
- персидский орден Льва и Солнца 2-й ст. (1869)